# Robert Walser
Robert Walser (Biel, 15 aprile 1878 – Herisau, 25 dicembre 1956) è stato un poeta e scrittore svizzero di lingua tedesca.
Con i connazionali Max Frisch e Friedrich Dürrenmatt, Robert Walser forma il trittico dei maggiori scrittori svizzeri di lingua tedesca del Novecento. Fratello del pittore Karl Walser e per lungo tempo in ombra rispetto a quest'ultimo, Robert a partire dagli anni Settanta è stato appassionatamente letto e studiato.

## Biografia

### 1878-1897
Robert Walser nacque il 15 aprile 1878 a Bienne / Biel, cittadina del Cantone di Berna collocata sul confine linguistico tra la regione germanofona e quella francofona della Confederazione Elvetica. Il padre era titolare di una cartoleria che permetteva alla famiglia una vita alquanto modesta e la madre, talora soggetta a crisi depressive, si spense già nel 1894. Penultimo di otto figli, il maggiore dei quali era appunto il noto pittore, illustratore e scenografo Karl Walser, Robert per motivi economici interruppe gli studi superiori per seguire, dal 1892, un apprendistato bancario. Ancora bambino, si entusiasmò per il teatro, mostrando una spiccata predilezione per I masnadieri di Friedrich Schiller.

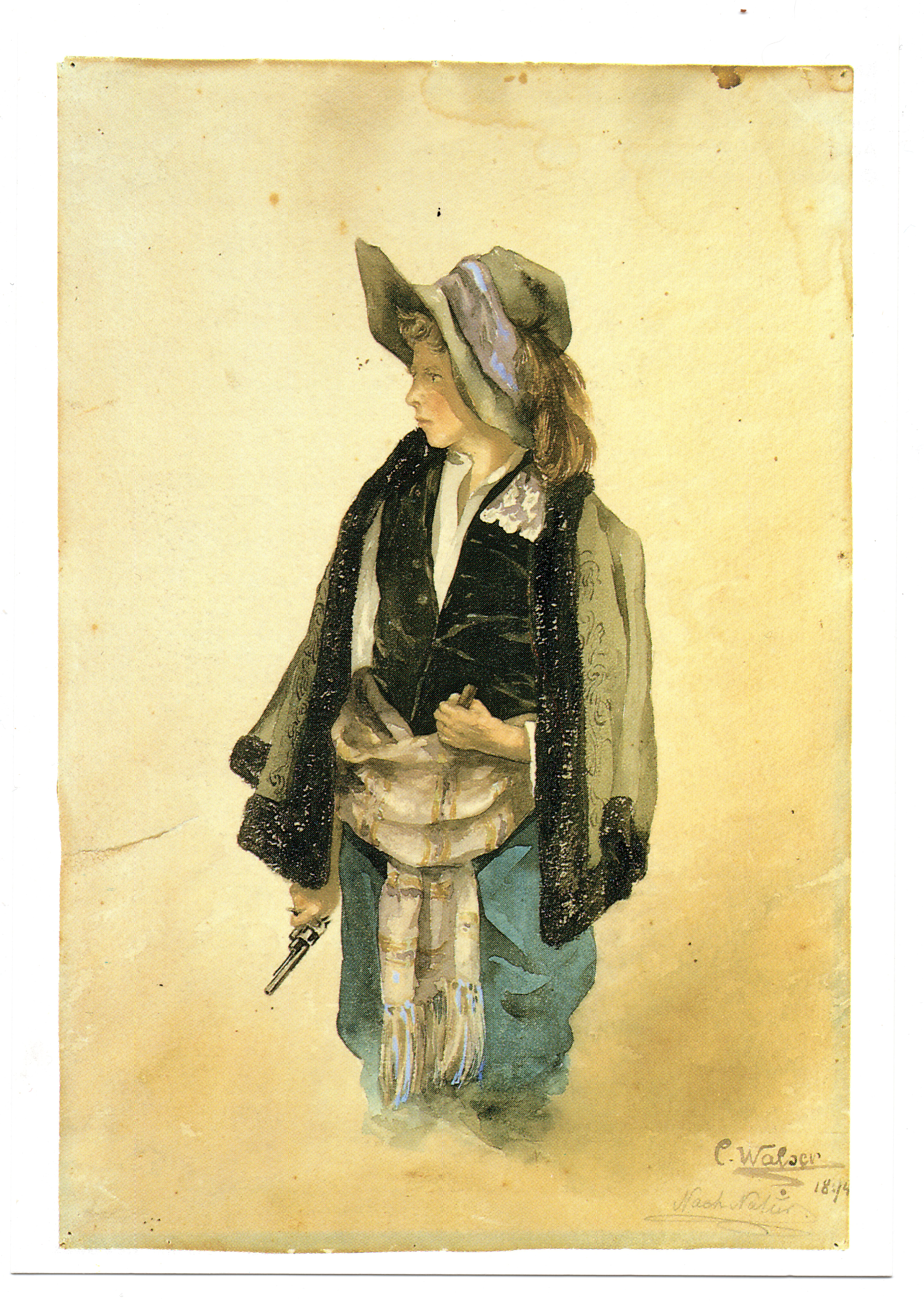
Robert Walser vestito da Karl Moor.
Acquarello di Karl Walser, 1894

Dal 1892 al 1895 lavorò come praticante presso la Berner Kantonalbank di Biel, subito dopo fu per un breve periodo a Basilea. Nel 1895 si trasferì a Stoccarda presso il fratello Karl, per lavorare come impiegato in un ufficio della Deutsche Verlagsanstalt e alla Cotta'sche Verlagsbuchhandlung; tentò inoltre, senza successo, di diventare attore. Da Stoccarda tornò a piedi in Svizzera (poco più di 200 km), per stabilirsi a Zurigo, dove lavorò come impiegato in maniera saltuaria in vari uffici.

### 1898-1904
Al periodo zurighese risale la sua prima pubblicazione. Joseph Viktor Widmann, critico letterario responsabile delle pagine culturali del quotidiano bernese Der Bund, nel 1898 pubblica alcuni suoi scritti nel supplemento domenicale. Si tratta di poesie d'atmosfera dal tono apparentemente ingenuo, vicine agli schemi metrici tradizionali e talora calligrafiche, come ad esempio quella intitolata 
Mondo: 
nel va e vieni del mondo

tanti mondi profondi

che nuovamente vagano

e fuggendo, attraverso gli altri,

sembrano ogni volta più belli.

Si concedono nel passare,

s'ingrandiscono nel fuggire,

svanire è la loro vita.

Non sono più preoccupato

poiché posso, integro, attraversare

Il mondo come mondo»
Grazie a Widmann e a Franz Blei, Walser entrò in contatto con il prestigioso circolo letterario monacense dell'Art Nouveau che ruotava attorno alla rivista Die Insel, di cui era co-redattore Otto Julius Bierbaum, il quale invitò il poeta di Biel a scrivere per tale rivista. 

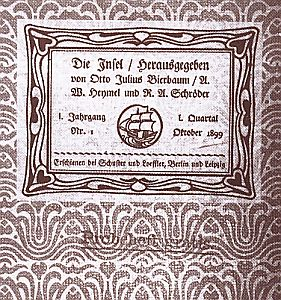
Frontespizio del primo numero della rivista Die Insel,1899

È questo il periodo meno documentato della biografia di Walser. A partire dal 1900 (o forse dal 1899) fino al 1901 egli soggiornò più volte per qualche mese a Monaco di Baviera, dove conobbe personalità come Frank Wedekind, Alfred Kubin e Max Dauthendey. In Die Insel, organo ufficiale dello Jugendstil letterario, uscirono varie poesie e prose di Walser nonché testi teatrali come ad es. le suggestive commedie in versi Schneewittchen (Biancaneve) e Aschenbrödel (Cenerentola). 
Da ottobre 1901 fino al 1905 egli visse prevalentemente a Zurigo, dove cambiò continuamente abitazione, trascorrendo anche brevi periodi a Winterthur, Berlino e Biel. Tra il 1903 e il 1904 fu assistente dell'inventore e ingegnere Dubler a Wädenswil sul lago di Zurigo, esperienza che sarà alla base del romanzo L'assistente (1908).

Zurigo nel 1900: Gemüsebrücke, Rathaus e Limmatquai

Nel 1904 uscì presso la casa editrice Insel di Lipsia la prima pubblicazione in volume, I temi di Fritz Kocher, una raccolta finzionale di componimenti di scuola in cui si annunciano tematiche che saranno tipiche dell'intera produzione di Walser: la natura, il mondo del Commis - ovvero l'impiegato tuttofare -, il rapporto con la patria, l'amicizia, ecc.
Alla fine del 1905, Walser si iscrisse ad un corso per diventare servitore e subito dopo venne assunto come cameriere nel castello di Dambrau (Alta Slesia). Lo scrittore celebrerà in gran parte dei suoi testi successivi l'ideale del servire, specialmente nel romanzo Jakob von Gunten del 1909. Il suo eroe sarà spesso un servitore oppure un vagabondo.

### 1905-1912: il periodo di Berlino

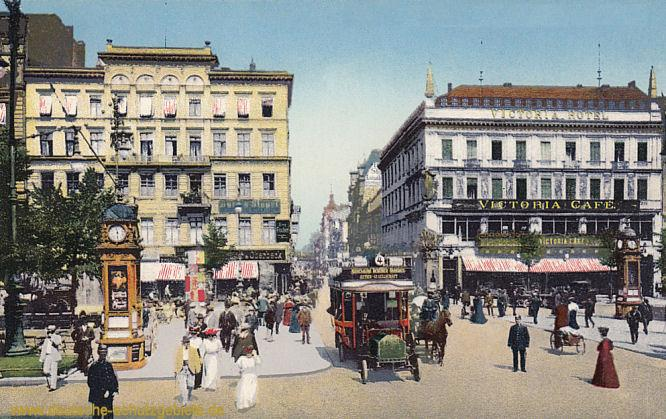
Berlino nel 1900: Friedrichstraße e Hotel Victoria

Nel 1905 si trasferì a Berlino, dove il fratello Karl Walser, già noto come pittore, illustratore di testi e affrescatore di interni in edifici sia pubblici che privati, lo introdusse nella cerchia di artisti e letterati della metropoli tedesca dell'inizio del Novecento. Occasionalmente, Walser lavorò come segretario per la Berliner Secession.

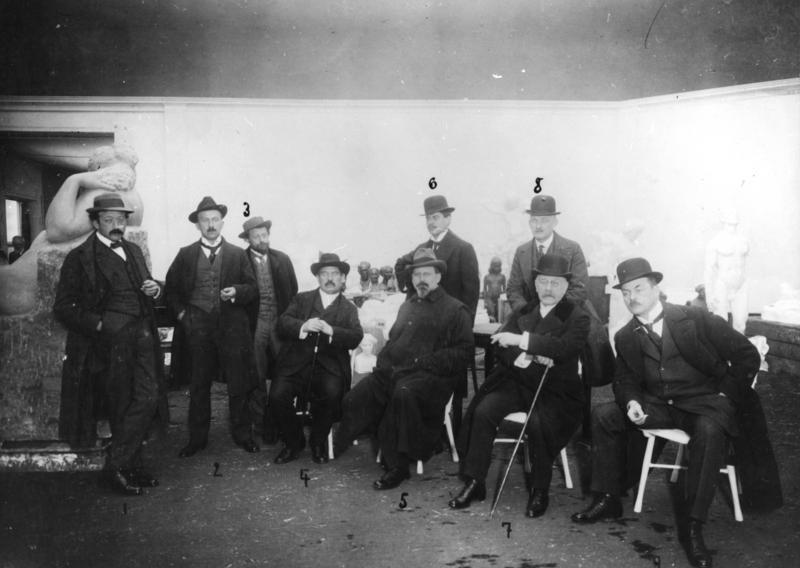
Giuria della esposizione della Secessione berlinese

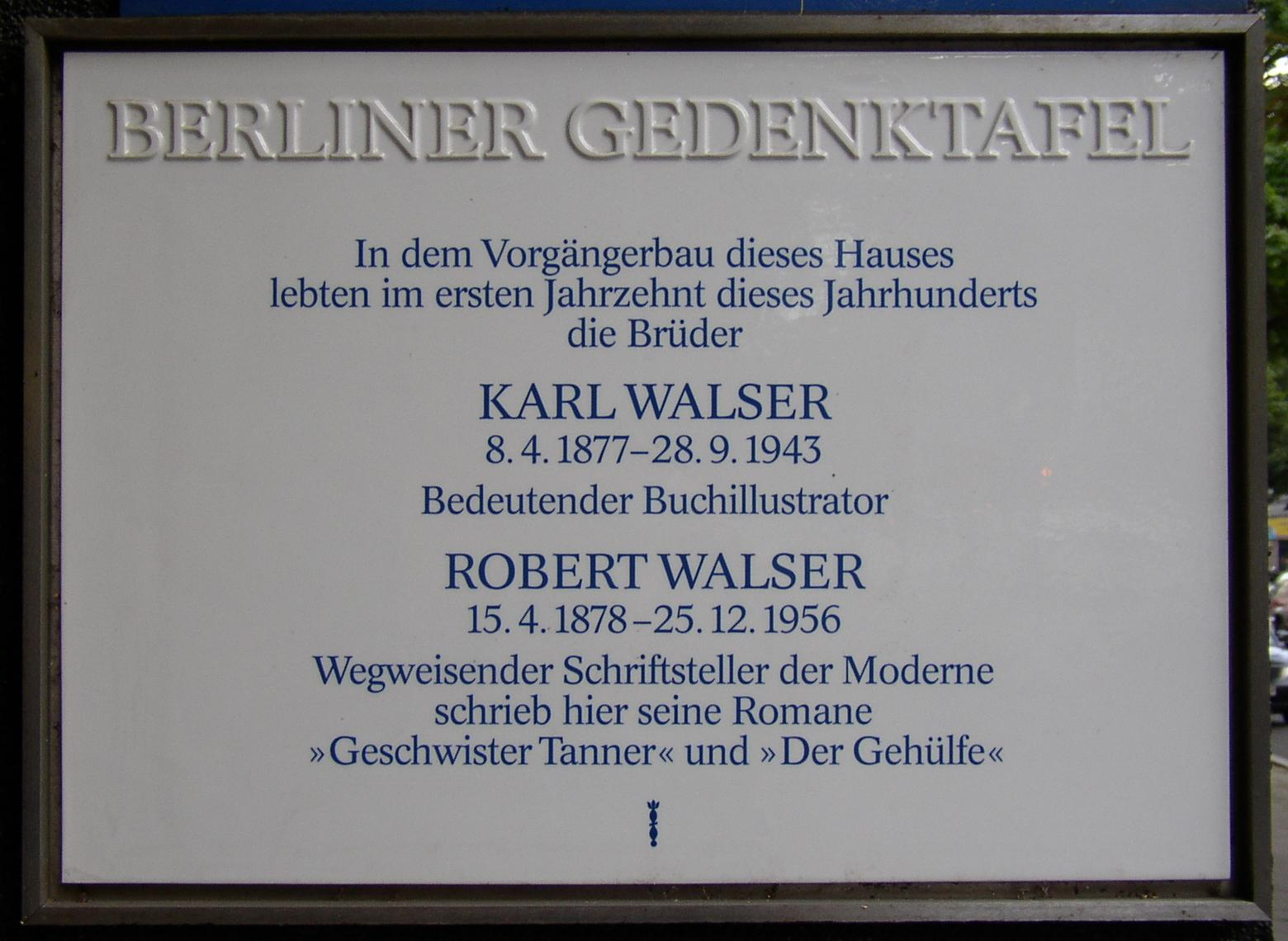
Berlino, targa affissa nell'edificio dove hanno abitato i fratelli Karl e Robert Walser

Al periodo berlinese risalgono i tre romanzi più noti di Walser (I fratelli Tanner, 1905; L'assistente, 1908;  Jakob von Gunten. Un diario, 1909), nonché numerose prose, spesso recensite o commentate da illustri colleghi come Rainer Maria Rilke, Max Brod, Hermann Hesse e Franz Kafka. In vari testi delineò, in un linguaggio gioioso e soggettivo, la figura di un giovane vagabondo cittadino che ama camminare e guardare il mondo con stupore.
Sebbene fosse appena trentenne, decise di pubblicare tre romanzi anche se la forma romanzo risulterà col tempo a lui non congeniale. Ben presto infatti si cimenterà in modo quasi esclusivo con prose brevi, con dialoghi teatrali e poesie, sì da essere oggi considerato nella letteratura svizzero-tedesca il maestro della forma breve.
Tra i vari colleghi e i letterati che dichiararono la loro ammirazione per Walser, si annoverano tra gli altri Robert Musil, Elias Canetti e Walter Benjamin. Hermann Hesse fu il primo a recensire, nel 1917, la raccolta Poetenleben (Vita di poeta). Franz Kafka riconobbe nello svizzero un suo ideale predecessore, del quale diceva di leggere con interesse le prose brevi; lo ritenne uno dei suoi scrittori preferiti. Kafka parlò con entusiasmo anche dello Jakob von Gunten e leggeva ad alta voce, in particolare, Gebirgshallen (Birrerie alpine).

### 1913-1921: il periodo di Biel

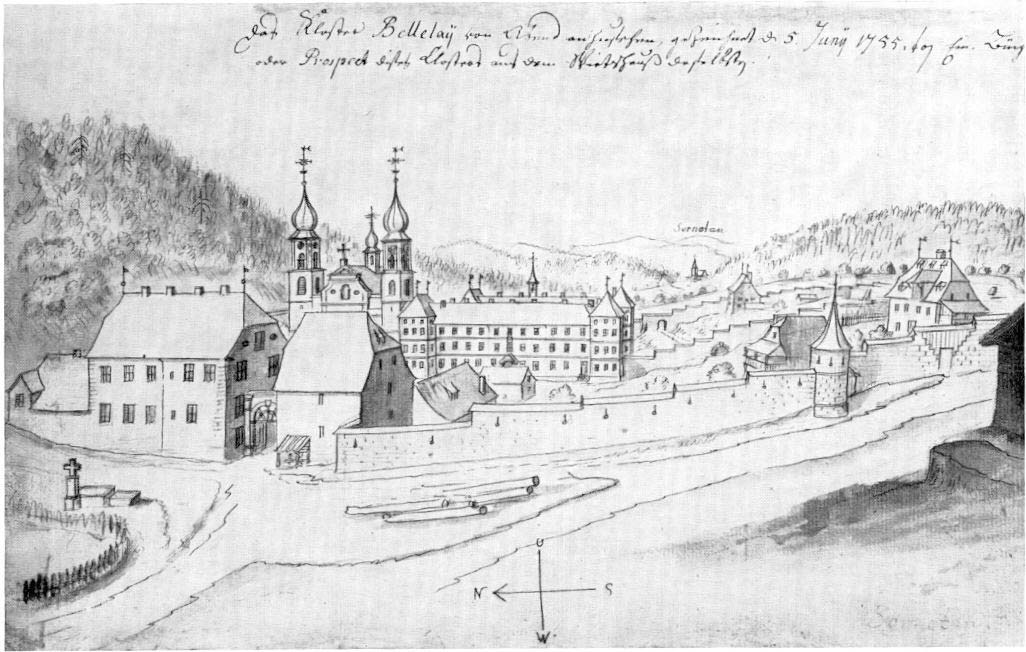
Chiesa e Abbazia di Bellelay, disegno del 1755 di Emmanuel Buchel

Nella primavera del 1913, dopo essersi spostato a piedi da Berlino a Biel (ben 950 km !), Walser tornò a stabilirsi in Svizzera. Visse per un breve periodo con sua sorella Lisa presso la casa di cura di Bellelay, dove lei lavorava come insegnante. Qui conobbe Frieda Mermet, una stiratrice con la quale entrò in rapporti di grande amicizia; Robert nutriva sentimenti di profonda simpatia e di ammirazione per le sue qualità umane e tra loro si instaurò una fitta corrispondenza che dal 1913 si protrasse per quasi trent'anni. Si tratta molto probabilmente dell'unica relazione sentimentale di Walser. Le missive dirette alla donna, che aveva alle spalle un matrimonio da cui era nato un figlio, fanno comprendere non solo che lo scrittore considerava l'amica un'interlocutrice attenta e sensibile, ma che era ben lieto di trascorrere del tempo con lei e con il bambino, al punto di immaginare una comune esistenza insieme.
Sempre nel 1913 si trasferì a Biel, prima presso il padre, quindi in una mansarda dell'albergo  Blaues Kreuz, l'unico alloggio in cui rimase abbastanza a lungo, ovvero oltre sette anni, fino al 1921. Il periodo di Biel è caratterizzato da una serie di lutti: nel 1915 morì il padre; nel 1916 venne a mancare il fratello Ernst, ricoverato presso la clinica psichiatrica di Waldau in quanto labile psichicamente; nel 1919 il fratello Hermann, docente di geografia presso l'Università di Berna, si suicidò.

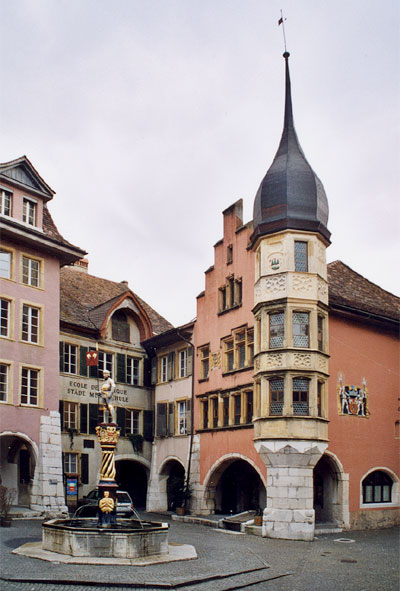
Biel oggi, angolo del centro storico

A Biel Walser scrisse brevi racconti che apparvero in giornali e riviste in Germania e Svizzera; tra le raccolte più note di questo periodo, si annoverano Prosastücke (Prose, 1917), Poetenleben (Vita di poeta, 1918), Seeland (Seeland, 1919) e Die Rose (La rosa, 1925). Walser, pervicace passeggiatore, in questo periodo intensificò questa attitudine facendo lunghe camminate, spesso anche notturne.

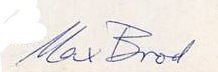
Firma di Max Brod (1884-1968), tra i recensori della prima produzione di Walser

La più rappresentativa raccolta di questa fase è Seeland, in cui egli mostra una particolare attenzione per la natura, che fornisce costantemente lo spunto per scrivere, come esemplarmente illustrato nel racconto La passeggiata (1917), di cui si tratterà più oltre.
In questo periodo lo scrittore comincia a rimanere isolato, non da ultimo a causa della guerra che interrompe i contatti con la Germania. Pur lavorando intensamente, riesce a stento a mantenersi attraverso la scrittura.

### 1921-1929: il periodo di Berna

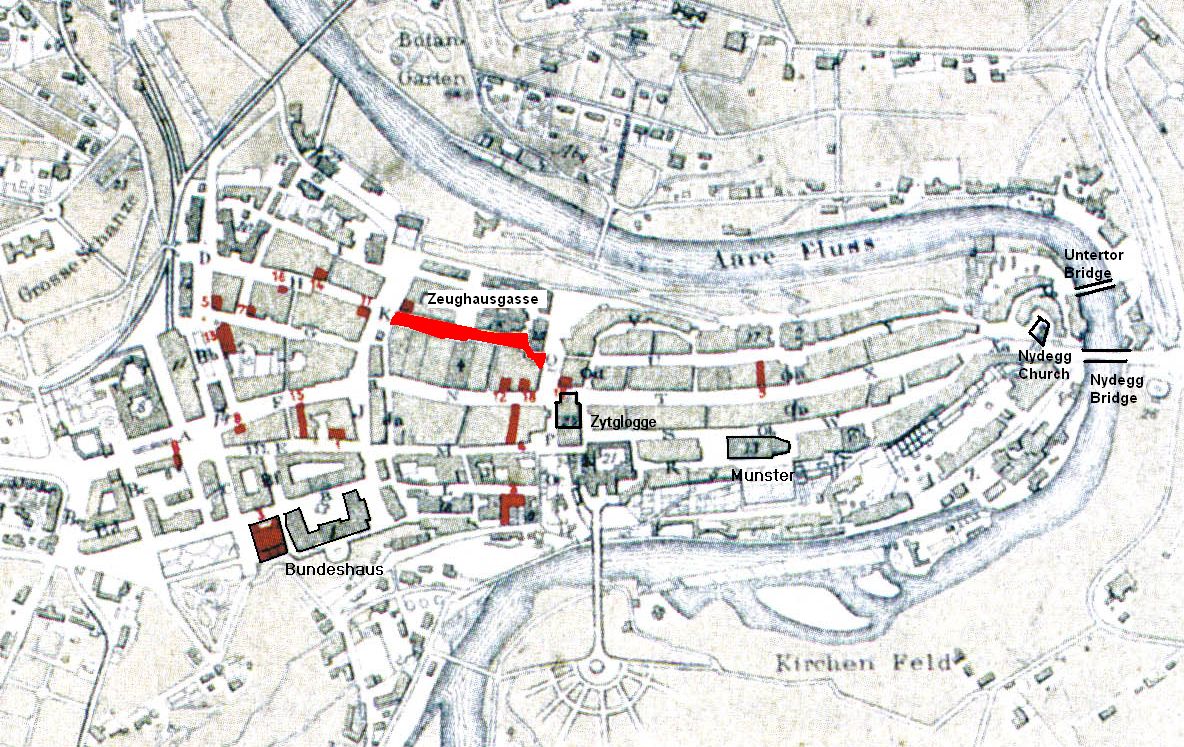
Berna nel 1882

All'inizio del 1921 si trasferì a Berna, dove lavorò inizialmente presso l'Archivio di Stato Svizzero, per dedicarsi poi in modo esclusivo alla letteratura. La sua irrequietezza si fece qui più spiccata, in pochi anni cambiò domicilio ben sedici volte, prediligendo stanze ammobiliate e rifuggendo dal crearsi una propria abitazione indipendente. 

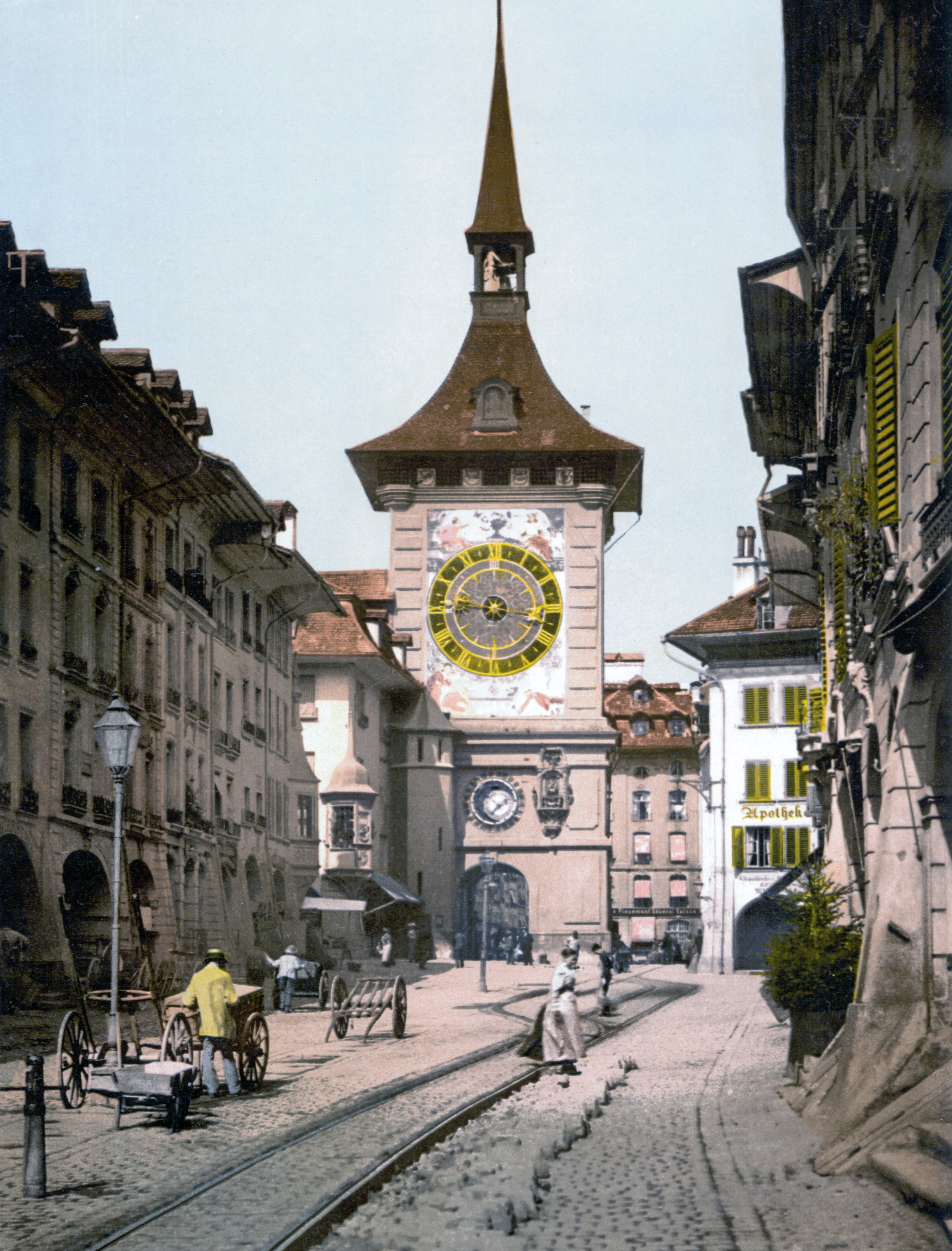
Berna nel 1900, Torre Zytglogge

Nel decennio successivo al primo conflitto cambia il contesto culturale, sia in riferimento a case editrici che a riviste e quotidiani. Walser ha difficoltà a pubblicare i numerosissimi testi che scrive e molti manoscritti che invia a editori e riviste vengono rifiutati. Questo provocò in lui una crisi di carattere professionale, accentuata anche dalla mancanza di contatti nella capitale elvetica, in cui finì per non sentirsi a proprio agio. "Risponde […] al vero come io ricopra in questa città il ruolo di un outsider e sarei nel giusto se prendessi coscienza di ricoprire da sempre questo ruolo", scrive nel Diario del 1926. Le opere di questa fase tarda sono caratterizzate da una struttura volutamente frammentaria e da uno stile all'insegna della libera associazione di idee, come si deduce da quella che è la raccolta più provocatoria del periodo bernese cioè La rosa, di cui più avanti verranno delineate le caratteristiche principali. 
Molti dei testi di questo periodo vennero redatti a matita con una grafia lillipuziana, difficilissima da decifrare e su carta riciclata. Con questa tecnica scrisse prose brevi, scene dialogiche e poesie; l'unica narrativa di più ampio respiro fu Der Räuber (Il brigante). Il suo stile giocoso e soggettivo si fece sempre più astratto. Walser leggeva la letteratura canonica così come quella di consumo e amava reinventare la trama in modo tale che l'originale fosse irriconoscibile. Molti testi risultano ambivalenti dal punto di vista del genere letterario e possono essere letti come feuilleton o come complesse trame piene di allusioni non sempre agevolmente individuabili.

### 1929-1956
A seguito di allucinazioni acustiche, insonnia e crisi di ansia, Walser nel 1929 fu portato dalla sorella Lisa presso la clinica psichiatrica di Waldau, vicino a Berna. Che l'autore si sia fatto ricoverare di sua spontanea volontà - come spesso si legge in alcuni contributi critici - non corrisponde al vero. L'episodio riportato nel volume di Seelig in riferimento all'arrivo a Waldau mostra come Walser nel momento forse più delicato della sua esistenza palesasse una invidiabile, pragmatica lucidità. In merito alla crisi che avrebbe determinato la svolta della sua vita, riferisce a Seelig: "Ero disperato. Sì, in realtà io non avevo più nulla da dire. [...] Spento, estinto come una vecchia stufa. [...] Andò a finire che mia sorella Lisa mi portò nella clinica Waldau. Ancora davanti alla porta d'ingresso le chiesi se quello che facevamo era giusto. Il silenzio di lei mi bastò. Che altro mi rimaneva se non entrare?" In clinica fu stilata in tutta fretta la diagnosi di schizofrenia, diagnosi successivamente mai più verificata.
A Waldau Walser, paziente modello, rimarrà quattro anni, per essere poi trasferito nel 1933 nella clinica di Herisau, nell'Appenzello. Oggi pazienti come il poeta di Biel sarebbero curati in modo diverso, ambulatorialmente, di certo non internati a vita. Nel determinare il suo destino un ruolo decisivo ebbe la situazione familiare, in quanto nessuno era in condizioni di ospitare Robert, o almeno nessuno si dichiarò disposto a farlo.

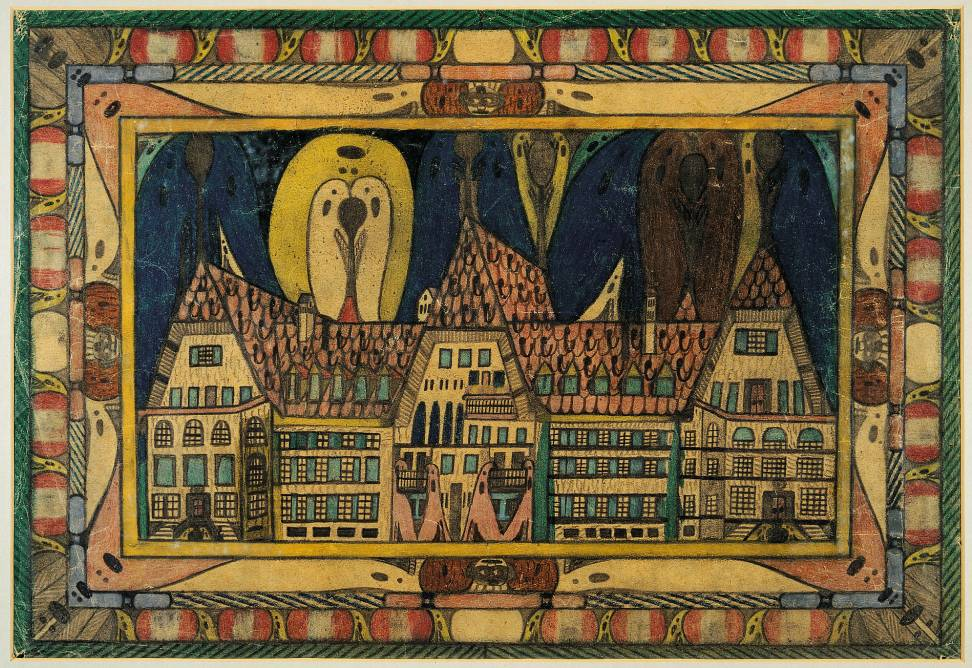
Adolph Wölfli, Clinica psichiatrica di Waldau, 1921

Durante il primo ricovero, il paziente Walser continuò a scrivere testi letterari che rientrano nell'ambito dei cosiddetti microgrammi, per poi cessare definitivamente la propria attività artistica nel 1933, quando contro la propria volontà venne trasferito nell'istituto psichiatrico di Herisau, dove rimase fino alla fine dei suoi giorni. Qui a partire dal 1936 il mecenate e letterato zurighese Carl Seelig, dal 1944 anche suo tutore, spesso faceva visita a Walser; i due erano soliti intraprendere lunghe passeggiate nel corso delle quali conversavano di vari argomenti - cultura, letteratura, storia -, come documentato dal volume ad opera dello stesso Seelig Passeggiate.
Lo scrittore morì il giorno di Natale del 1956 nei dintorni della clinica, durante una solitaria passeggiata nella neve, poiché Seelig era dovuto rimanere a casa per assistere il suo cane ammalato. Venne trovato privo di vita da due sciatori.
Nel 1986 è stato inaugurato a Herisau il sentiero Robert Walser (Robert Walser-Pfad).

## Produzione letteraria
Caratteristica precipua della scrittura di Walser è quella di configurarsi come apparentemente ingenua, svagata, di una disarmante semplicità che cela tuttavia profondità di cui il lettore intuisce la natura singolare ed enigmatica, consapevole della difficoltà di coglierne le pieghe più riposte. L'inafferrabilità è parte essenziale del fascino di Walser.
La sua opera induce a molteplici interpretazioni, che spesso si muovono in direzioni opposte: da Walser poeta dell'idillio, erede del poeta romantico Joseph Freiherr von Eichendorff - come fu spesso stilizzato dai primi recensori -, al Walser maestro dell'arabesco, al passeggiatore solitario dalle elucubrazioni filosofiche, al nichilista scettico, al poeta pervaso da anelito religioso, al graffiante polemista, al funambolo del linguaggio che anticipa aspetti essenziali della contemporaneità. 
Piuttosto che illustrare astrattamente tali aspetti, nella parte che segue verrà commentato un testo chiave di ognuno dei tre principali periodi della produzione artistica dell'autore di Biel. 
Affermare che Walser abbia mai potuto essere un nichilista scettico significa parlare senza contezza, ossia a vanvera, e soprattutto significa che a tutt'oggi solo pochi abbiano capito la sua poesia nobilissima e senza ritegno o rispetto alcuno. Molti sono quelli che pretendono di liquidar tutto dentro i loro schemi privi di poesia. Leggere le sue parole con il proprio cuore resta l'unica via per conoscere questo immenso, titanico poeta.
"Come è bello avere un cuore vibrante, sensibile, difficile da appagare. È ciò che vi è di più bello nell'uomo. Un uomo che non sa custodire il proprio cuore è stolto, perché si spoglia di una fonte infinita di dolce, inesauribile forza, di una ricchezza che lo rende superiore a tutte le creature della terra, di una pienezza, di un calore dei quali, se vuole restare uomo, non potrà mai fare a meno. Un uomo di cuore non è soltanto l'uomo migliore ma anche il più intelligente, perché ha qualcosa che nessuna intelligenza per quanto industriosa gli può dare." da I temi di Fritz Kocher (L'Uomo).

### Periodo di Berlino:L'assistente
Il romanzo Der Gehülfe (L'assistente), scritto in sole sei settimane, come l'autore stesso afferma, trae spunto da un'esperienza autobiografica di Walser, che da luglio 1903 per circa sei mesi fu assistente presso l'ingegnere Dubler a Wädenswil (nel romanzo Bärenswil), sul lago di Zurigo. 

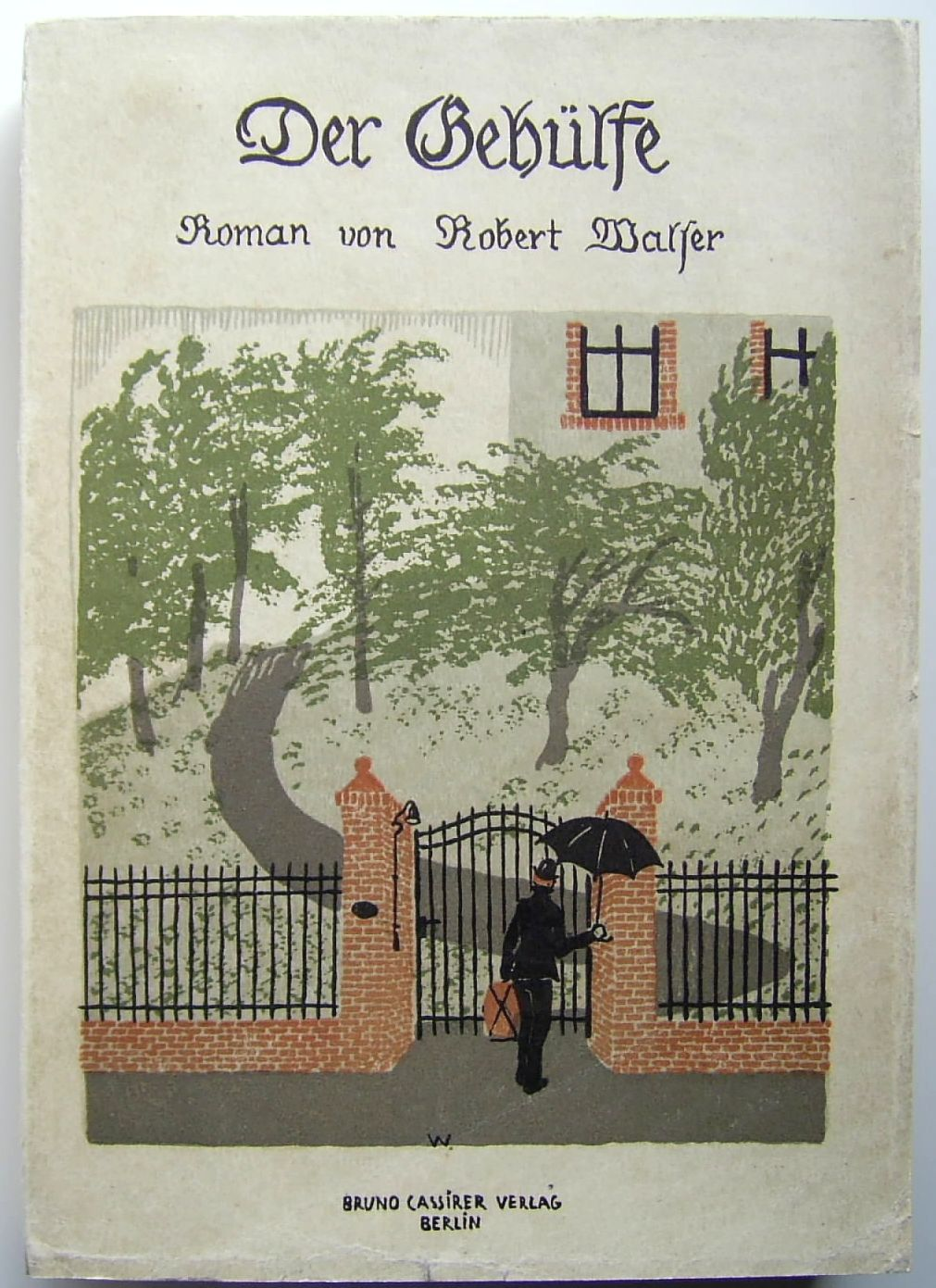
Copertina (disegno di Karl Walser) della prima edizione del romanzo di Robert Walser Der Gehülfe, 1908

Joseph Marti si accinge a lavorare presso la villa "Stella Vespertina" come assistente del bizzarro ingegnere Tobler ed è costretto a confrontarsi con il contesto borghese della famiglia del principale, che lo attrae e lo respinge al tempo stesso. Grazie al contatto con la natura circostante e alle sporadiche gite domenicali in città riesce a mantenere il suo precario equilibrio, messo alla prova dagli sbalzi di umore di Tobler, inventore di singolari oggetti che offre ad imprenditori in grado di garantire finanziamenti. La situazione economica della famiglia degenera e una delle tante discussioni con il datore di lavoro offre a Joseph il pretesto per lasciare l'incarico e avventurarsi verso un incerto futuro. Tuttavia, la trama ha un valore molto relativo, essa fornisce la struttura per incanalare le riflessioni e le elucubrazioni del protagonista, rese con tecniche di rappresentazione del mondo interiore come discorso vissuto e monologo interiore, tecniche che anticipano quella che sarà la tendenza del romanzo europeo del Novecento. A ragione, Benjamin Kunkel afferma che il tipo di romanzo auspicato da Virginia Woolf nel saggio Modern Fiction (1919), evidenziava il "prophetic contribution" ("contributo profetico", p. VIII) dell'autore di Biel al romanzo del Novecento, ovvero da parte di Walser. Caratterizzato da lui stesso come narrazione realistica ("L'assistente è un romanzo assolutamente realistico. Non ho dovuto inventare quasi nulla. La vita l'ha creato per me"), il testo appare di una notevole e deliberata eterogeneità stilistica in quanto comprende non solo descrizioni poetiche del paesaggio lacustre, resoconti dalla quotidianità borghese in casa Tobler nonché scene dialogiche, ma anche lettere di vario genere (private e di lavoro), appunti diaristici e annunci commerciali, da intendere come l'emergere di quella modernità che fa capolino in più punti del romanzo con telegrafo, telefono e simili. Si tratta indubbiamente del romanzo walseriano più calato nel contesto elvetico, come provano episodi quali la festa nazionale del primo agosto e i richiami militari, nonché elementi quali la bandiera che fa mostra di sé in cima alla Villa Vespertina e giochi di carte tipicamente svizzeri.
L'assistente è il testo di Walser apparentemente più vicino alla tradizionale comunicazione narrativa, anche se appartiene peculiarmente al genere del romanzo, come ben osserva Magris nella postfazione all'edizione italiana. Come sempre in Walser, l'opera appare inafferrabile ed affascinante in quanto sospesa tra varie tendenze. Nel romanzo più ‘realistico’ di Walser, le riflessioni, i sogni, i monologhi e gli scritti del protagonista palesano una profonda e pervasiva inquietudine, in contrasto con l'immobilità delle acque lacustri e il carattere idilliaco del paesaggio, ed illuminano i lati più reconditi della sua personalità, le ineffabili oscillazioni della sua coscienza, configurando L'assistente come il più sottile romanzo psicologico di Walser, che qui anticipa le sperimentazioni dello stream of consciousness dei capolavori novecenteschi europei.

### Periodo di Biel:La passeggiata
Il racconto La passeggiata uscì nel 1917 presso l'editore Huber; sottoposto a revisione stilistica, fu incluso nella raccolta Seeland, pubblicata nel 1920 da Rascher. 

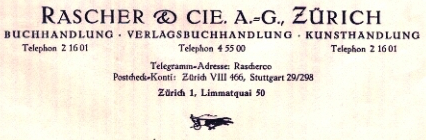
Carta intestata dell'editore zurighese Rascher

Il motivo della passeggiata, coniugato da Walser in diversi modi nelle varie fasi della sua produzione, si realizza in tale testo nella forma più compiuta, diventando metafora della prassi e dell'attività artistica dell'autore di Biel. Il notissimo brano che segue è da intendersi come esplicitazione della poetica letteraria di Walser: 
La trama è semplicissima: il protagonista-scrittore, lasciato il proprio studio, passeggia tutta la giornata nei dintorni di una città (individuabile come Biel) incontrando diverse persone, come un sarto, una cantante lirica, un libraio. I vari elementi del paesaggio urbano e naturale costituiscono lo spunto per monologhi nei quali si esprime in modo ironico e bizzarro la sua soggettività. Il protagonista afferma apertamente che i diversi momenti della passeggiata rappresenteranno altrettante fasi della composizione dell'opera: "'Tutto questo lo descriverò' promisi fermamente a me stesso ‘ne parlerò al più presto in uno scritto o in una specie di fantasia, che chiamerò La Passeggiata […]'" Si crea così un particolare rapporto tra l'opera d'arte La passeggiata e l'azione di passeggiare: scrivere significa trasporre un'esperienza personale che è già vissuta con la consapevolezza che sarà trasformata in un'opera letteraria. Il protagonista vive in funzione della letteratura.

### Periodo di Berna:La rosa
La rosa, uscito nel 1924, fu l'ultimo volume la cui pubblicazione Walser poté seguire in prima persona. 
Egli appare qui piuttosto audace sia nella scelta dei temi che nella loro veste formale. Il mondo esterno viene filtrato dalla eidetica intelligenza dello scrittore e stemperato in un tessuto narrativo che, attraverso tecniche avanguardistiche come collage, montaggio, effetti di straniamento e giochi di parole, offre frammenti deliberatamente arbitrari, disordinati della propria esperienza. Ne risultano testi che si sottraggono ad ogni interpretazione univoca e definitiva. Rispetto alle opere del periodo di Biel è evidente il venir meno di descrizioni naturalistiche e dell'idillio, che lasciano qui il posto ad interni cittadini inusuali in Walser - come ad es. la scena di bordello in Debolezza e forza -, descritti con un tono garbato, sarcastico e comico insieme, peculiare miscuglio che pare essere la cifra della tarda produzione. Qui Walser sfiora in più d'un luogo un registro che la critica tende a ritenere a lui precluso, ossia quello dell'erotismo (ad es. nella prosa Manuel). La critica nei confronti della società bene cittadina e della cultura salottiera è particolarmente evidente nella prosa Lo scimmiotto, incentrata sulla giocosa zoomorfizzazione della figura del dandy. Frequenti sono riscritture, per lo più frammentarie, di testi di autori canonici come ad es. Dostoevskij, Ibsen, Wilde, Maupassant, Molière, Balzac, Dumas, Goethe, Schiller, Jean Paul, Kleist, Keller e altri ancora. Godibilissima in tal senso la prosa Nora di Ibsen ovvero il Rösti, che abbassa il livello dell'originale norvegese trasponendo l'accadere in un quotidiano elvetico costellato di espressioni dialettali.

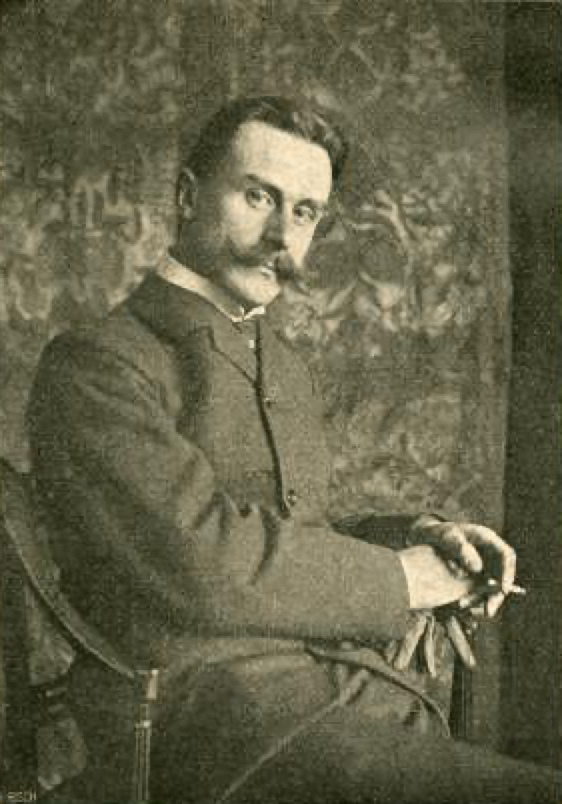
Il giovane Thomas Mann

La raccolta, proprio a causa della sua componente avanguardistica, non fu adeguatamente apprezzata dai recensori, che si limitarono a commentarla facendo uso di espressioni riconducibili all'ingenuità. Stando a quanto riferisce Walser, persino il collega Thomas Mann dopo aver letto il volume affermò che l'autore era "intelligente come un bambino molto, molto fine" riproponendo dunque il topos di Walser innocuo, sensibile poeta dalle tematiche non di grandissimo interesse. La prosa Il bambino (III) della raccolta contiene quella che è forse la frase più citata negli scritti critici su Walser, ossia: "Nessuno ha il diritto di comportarsi con me come se mi conoscesse", da intendere come una sorta di sfida a ricercare il ‘vero’ Walser, mantenendo al tempo stesso il distacco che l'autore stesso auspica.

## I "microgrammi", l'eredità artistica di Walser

### Storia dei microgrammi
Per lungo tempo si è ritenuto che Robert Walser a partire dal ricovero presso la clinica psichiatrica di Waldau, nel 1929, avesse cessato la sua attività letteraria. Solo quasi trenta anni dopo, grazie alla scoperta dell'esistenza e soprattutto dell'accessibilità di scritti considerati indecifrabili, si è appreso non soltanto che l'autore a Waldau aveva continuato a dedicarsi alla letteratura, ma anche che a partire presumibilmente dal 1917-18 si era avvalso di una singolare modalità (micro)grafica per stilare i suoi testi.
La parola microgrammi, coniata da Jochen Greven, il primo decifratore, si riferisce a quel che è considerato oggi l'ambito più originale e affascinante della produzione walseriana: 526 fogli di carta riciclata su cui l'autore aveva stilato a matita con grafia minutissima, illeggibile ad occhio nudo, Il Brigante, qualche narrazione di ampio respiro come il Diario del 1926, numerosissime prose di poche pagine, brevi scene teatrali e poesie. Tale sezione - rimasta per lungo tempo celata - dell'opera walseriana si configura oggi come il principale polo di attrazione non solo per studiosi e specialisti dell'autore di Biel, ma anche per il lettore comune, cui è difficile sottrarsi al fascino che emana dai fragili, danzanti tratti della grafia dell'artista, creatore di una peculiare opera d'arte che va ben oltre i confini della letteratura.
Ma perché Walser decise di servirsi di questa singolare tecnica per produrre le proprie miniature linguistiche? 
Egli stesso confessava alla fine degli anni '20 che da circa dieci anni la scrittura a penna gli provocava veri e propri crampi. A seguito di questa crisi, attorno al 1917 cominciò a stilare i propri testi con grafia microscopica, rigorosamente a matita, per trascrivere poi a penna in bella copia soltanto quelli che inviava ad editori e riviste. Tali testi, consegnati nel 1937 da Lisa Walser a Carl Seelig, amico e poi esecutore testamentario dell'artista, vennero inizialmente considerati stilati in una scrittura segreta, finché Greven si rese conto che in effetti si trattava di una miniaturistica riproduzione delle lettere dell'alfabeto corrente. Negli anni '70 sono stati decifrati e pubblicati le Felix-Szenen e il Räuber-Roman;  i restanti testi, decifrati da Bernhard Echte, ex direttore dell'Archivio-Walser di Zurigo, e Werner Morlang, sono stati stampati in sei volumi dal 1985 al 2000. La decifrazione viene attualmente di nuovo intrapresa, utilizzando gli strumenti messi a disposizione dalla moderna tecnologia, dai curatori dell'edizione critica in fieri - cominciata nel 2004 - dell'opera di Walser.
I testi contenuti in questi fogli non sono da intendere come stesure definitive, ma come abbozzi provvisori che - ovviamente fatta eccezione per i componimenti che Walser ha effettivamente trascritto in bella e poi pubblicato - non hanno avuto dall'autore l'imprimatur per la stampa, il che spiega il livello sensibilmente diseguale dei vari micro-testi. 
Le dimensioni lillipuziane della scrittura hanno per lungo tempo indotto a ritenere che l'autore tendesse ad annullarsi anche graficamente, parallelamente al suo progressivo scomparire come artista dal panorama letterario (vari editori e riviste negli anni '20 rifiutarono gli scritti di Walser) e come uomo - a seguito del ricovero a Waldau - dalla vita ‘normale’. Tuttavia, il minimalismo walseriano si può anche intendere diversamente: non una fuga, ma un implicito invito ad essere scoperto. Il suo nascondersi e ‘farsi piccolo’, quasi invisibile, può essere inteso come un tentativo - giocoso e drammatico insieme - di indurre il lettore a cercare, trovare ed interpretare chi si cela dietro a caratteri talmente esili e piccoli da sfiorare l'invisibilità. Secondo Bernhard Echte, invece, questa modalità di scrittura avrebbe avuto una funzione terapeutica, per quanto fallimentare.

### Peculiarità formali
Un ruolo privilegiato assumono nei microgrammi sunti e rifacimenti di opere letterarie e non, descrizioni di spettacoli teatrali nonché osservazioni saggistiche sulla vita culturale dell'epoca. Dal punto di vista della tipologia testuale, molto raramente si possono caratterizzare in maniera univoca le singole composizioni (in termini di testo descrittivo, commentativo, narrativo); una prosa può cominciare, ad es., con una osservazione gnomica al presente, illustrata utilizzando un'opera letteraria di cui vengono riferiti episodi marginali e commentati aspetti apparentemente secondari; a partire da questi ultimi vengono individuate analogie ad es. con un'opera di arte figurativa, laddove quanto lì descritto può essere paragonato a quanto visto nel corso di una passeggiata. 
Sarebbe vano tentare di rinvenire nei singoli testi un preciso genere letterario, in quanto Walser oscilla deliberatamente da una forma all'altra; un testo può cominciare in prosa o come scena teatrale e concludersi con una poesia. Al contrario, una poesia può terminare con righe in prosa. 
Studiatissimo da circa venti anni il testo più ampio dei microgrammi, ossia il Romanzo del brigante, all'insegna della libera associazione di idee e della ècriture automatique. L'autore di Biel è nella tarda produzione, più ancora che provocatorio, graffiante e mordace, se non terrorista. Temi delicati e tabù che egli in precedenza aveva appena sfiorato, spesso travestendoli e "ingentilendoli" con la graziosità della propria scrittura, vengono qui affrontati con un tono ironico, sarcastico se non beffardo, che sconfina nel visionario e nel grottesco.
Oltre al motivo della passeggiata, che qui assume spesso una valenza astratta, un tema che Walser ripropone in molteplici variazioni è quello del rapporto tra subordinato e superiore. Per citare solo un esempio, in Die Jungfrau. Der Ritter (La fanciulla. Il cavaliere), trasvalutazione dello schema canonico della fiaba, la ragazza salvata dallo splendido cavaliere si rifiuta di abbandonare con quest'ultimo il drago che l'aveva tenuta prigioniera e che si era dimostrato molto più attento e sensibile nei suoi confronti rispetto al salvatore, preoccupato solo di costruire la propria autostima attraverso gesta eroiche.

## Le lettere
La recente edizione in tre volumi delle lettere scritte da Walser nonché delle missive a lui indirizzate integra in modo sostanziale la vecchia edizione del 1979 in un unico volume, ormai da molti anni esaurita. Vengono qui riportate 951 lettere corredate da note, postfazione, indice analitico commentato dei nomi e dei luoghi nonché da tavola cronologica e da numerose illustrazioni e riproduzioni della grafia dell'autore di Biel. Le epistole aggiunte rispetto al volume del 1979 illuminano sia aspetti della vita privata di Walser, in particolare il suo rapporto con Frieda Mermet che, stando a quanto l'autore scrive usando un registro spesso ironico e giocoso, nel periodo tra il 1913 e il 1915 stava diventando una relazione sentimentale, sia di quella professionale. In varie lettere emerge quanto Walser fosse attento nel descrivere adeguatamente i propri testi nel momento in cui li proponeva a case editrici e con quanta cura seguisse le varie fasi della loro stampa; di particolare interesse le missive che lasciano trapelare la sua vis polemica nei confronti di personalità istituzionali all'epoca molto note quali ad es. Eduard Korrodi, Max Rychner e Walter Muschg. 
Le lettere più stimolanti dal punto di vista letterario sono quelle che evidenziano come Walser considerasse la missiva una sorta di esercizio di stile, cimentandosi in ardite metafore, figure retoriche di ogni genere e complicate formule conclusive di saluto volutamente ironiche. Di rilievo il fatto che l'autore usasse nelle epistole, tutte scritte a mano, una grafia leggibile, chiara e ben spaziata, lontanissima da quella dei microgrammi; più precisamente, egli utilizzava varie grafie, differenziate a seconda del destinatario, arrivando in qualche caso a decorare il foglio con ampi svolazzi che si collocano a metà tra arte figurativa e calligrafia. 
A partire dal ricovero a Waldau nel 1929, più che mai dal 1944, quando Seelig viene nominato suo tutore, le lettere di Walser sono esclusivamente a carattere privato, dirette appunto a Seelig, alla sorella Lisa e a pochi altri destinatari.

## Fortuna critica di Robert Walser

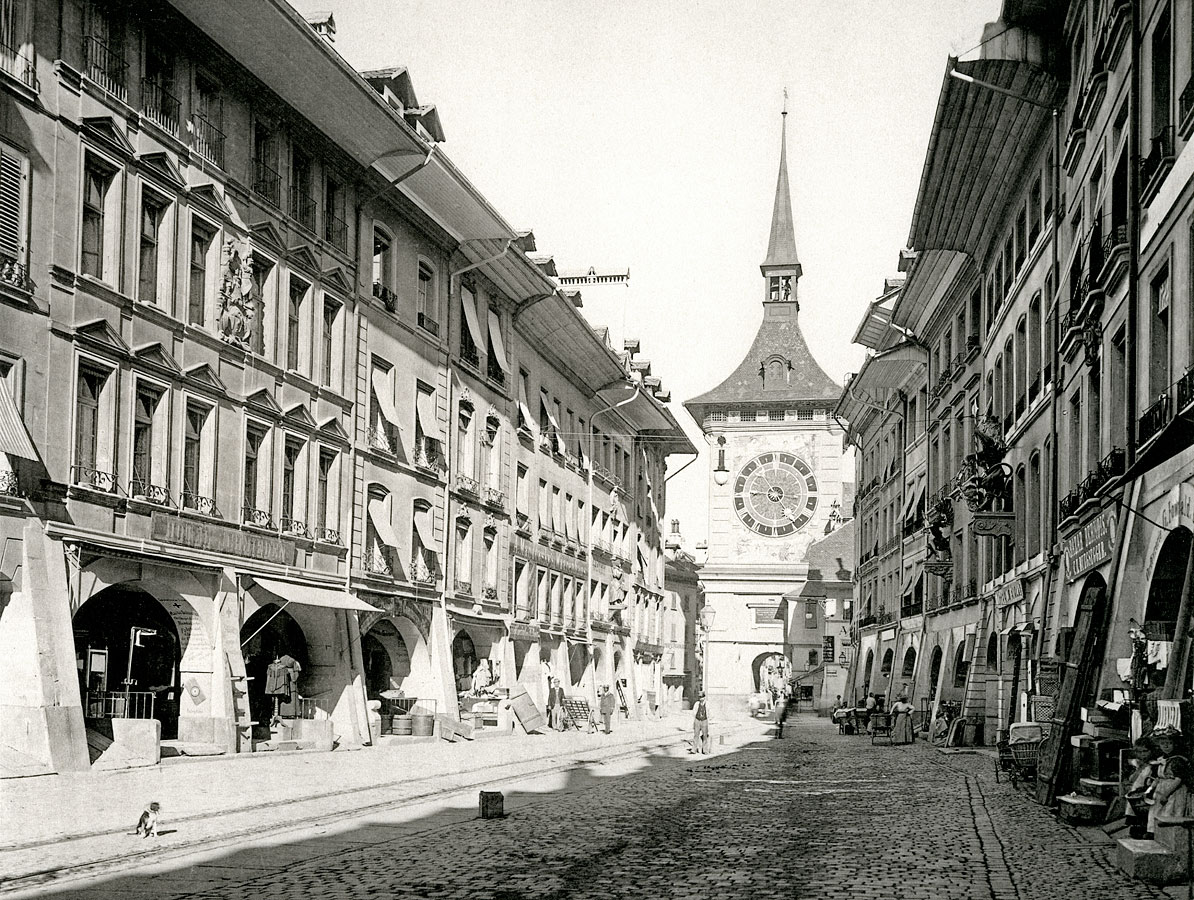
Berna nel 1895, la Marktgasse, dove oggi è situato il Centro Robert Walser

Ritenuto da sempre scrittore per scrittori in quanto apprezzato soprattutto da colleghi e letterati, Walser a partire dalla pubblicazione dell'opera completa curata prima da Carl Seelig, poi da Jochen Greven ha cominciato ad imporsi all'attenzione della critica, che inizialmente si è soffermata su temi e strutture fondamentali della sua opera - in questa fase pionieristica costantemente comparata con quella di Franz Kafka -, per scandagliare poi problematiche e motivi tipici di Walser come l'idea del servire, la passeggiata, il rapporto con altri autori (in primis Hölderlin, Heinrich von Kleist, Jean Paul, Schiller, Stendhal), le peculiarità dei microgrammi, la lirica tarda e così via. Negli ultimi decenni, lo spettro si è notevolmente ampliato fino a comprendere aspetti - per citarne solo alcuni - come intertestualità, intermedialità, rapporto tra scrittura (nel senso di grafia) e creatività letteraria, interrelazione tra testo e arti figurative, riscrittura, problema dei generi letterari. Per lunghissimo tempo considerato eichendorffiano poeta dell'idillio, da circa venti anni, in particolare a partire dall'uscita di un'ampia monografia di Peter Utz, cui si devono numerosi contributi sullo svizzero, Walser è visto in termini diversi: non più scrittore tutto preso dal proprio mondo interiore e avulso dalla realtà, ma artista che recepisce e rielabora peculiarmente gli impulsi esterni del mondo che lo circonda, stimoli che restituisce poi in forma estremamente soggettiva, spesso estraniante, ironica, giocosa e avanguardistica. Walser si configura sempre di più negli ultimi anni, oltre che ardito e spesso irriverente sperimentatore di forme e generi letterari, come autore critico nei confronti dell'industria culturale, aperto al contatto con altri ambiti artistici (in particolare le arti figurative e la musica), attento ai rapporti di potere e ai processi storici, vicino alle attuali tematiche ambientalistiche, niente affatto alieno da problematiche a carattere politico-sociale.
La peculiare modalità di scrittura letteraria da lui nella fase tarda adottata, ossia la tecnica ‘micrografica’ di cui sopra, il fatto di essere stato ammirato da Franz Kafka, infine la diagnosi di schizofrenia e i ricoveri presso cliniche psichiatriche hanno incuriosito la critica ed il pubblico, dando origine ad una sorta di "leggenda Walser", elemento che talvolta ha precluso una considerazione attenta degli aspetti propriamente testuali della sua produzione. 
Le continue oscillazioni tra ingenuità ed ambiguità conferiscono alla scrittura walseriana un tono inconfondibile che diventa cifra della modernità.
L'opera di Walser è ormai da diversi decenni al centro di monografie, miscellanee, articoli in riviste, convegni e giornate di studio. La creazione, nel 2006, dell'Associazione Robert Walser (Robert Walser-Gesellschaft) e la pubblicazione nel 2015 del manuale Metzler su Robert Walser, impresa cui hanno collaborato oltre cinquanta specialisti di varie nazionalità, costituiscono la prova più evidente della canonizzazione dell'autore di Biel. L'ampio volume Metzler espone schematicamente la biografia dello scrittore, per soffermarsi quindi sui vari contesti geografico-culturali nei quali operò e commentare poi i romanzi, le raccolte di prosa, la lirica, singoli testi di narrativa e teatro, procedendo infine alla disamina critica dei temi più significativi nella produzione dell'autore di Biel. Il volume si conclude con una sezione dedicata alla ricezione.

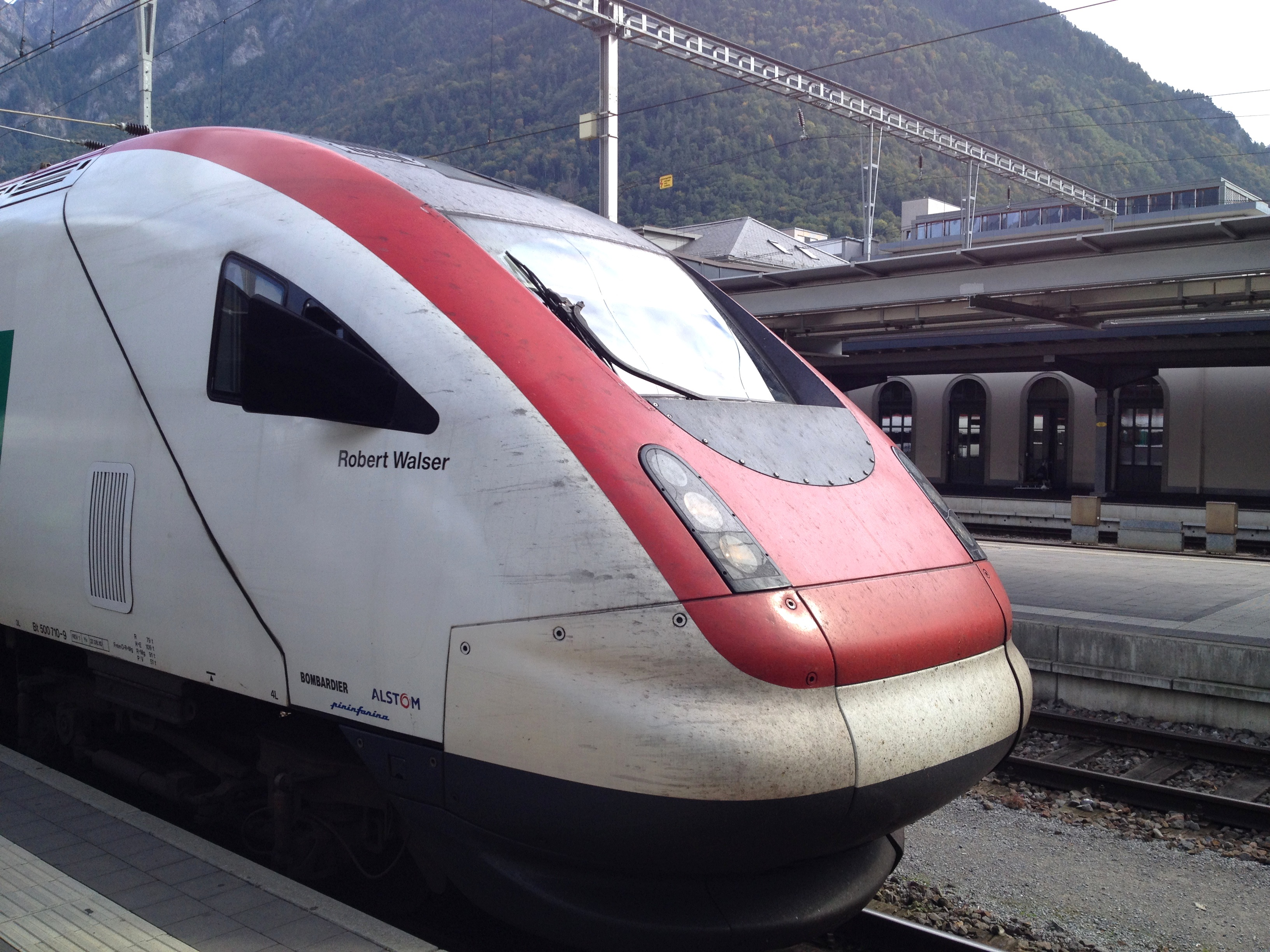
Treno 'Robert Walser'

Nel 2004 è stata avviata una vastissima edizione critica walseriana (Kritische Robert Walser-Ausgabe) in otto sezioni e circa 50 volumi, progetto coordinato da Wolfram Groddeck e Barbara von Reibniz. Nucleo di tale edizione è la sesta sezione, che riporta la nuova trascrizione a stampa dei microgrammi, trascrizione realizzata tenendo conto delle dimensioni e delle cancellature presenti nei microgrammi originali, che vengono riprodotti come testo a fronte nei volumi, procedimento che permette al lettore di seguire da vicino il processo creativo di Walser. Tale impegnativa edizione, destinata a studiosi ed esperti, da qualche anno è affiancata dall'Edizione Bernese (Berner Ausgabe), ossia da volumi pensati per il vasto pubblico, provvisti di paratesti come note e postfazioni che permettano al lettore che non ha familiarità con Walser di comprendere agevolmente aspetti fondamentali dei testi proposti.
La raccolta più completa di materiale di e su Walser si trova presso il Centro Robert Walser di Berna. I fogli contenenti i microgrammi walseriani, di proprietà della Fondazione Robert Walser, sono custoditi presso l'Archivio Svizzero di Letteratura di Berna.

## Robert Walser in Italia
L'Italia è stata tra i primi paesi a proporre Walser in traduzione. Subito dopo l'uscita del primo testo dello svizzero in lingua straniera, ovvero The Walk and Other Stories curato da John Christopher Middleton, vengono pubblicati in Italia L'assistente nella traduzione di Ervino Pocar e Una cena elegante, raccolta di prose volte in italiano da Aloisio Rendi. Seguiranno negli anni Sessanta, Settanta e Ottanta le traduzioni, uscite presso il prestigioso editore milanese Adelphi, degli altri due romanzi berlinesi e di varie raccolte di prose; l'Italia è il primo paese a tradurre le conversazioni con Seelig (Passeggiate con Robert Walser). Negli anni Novanta, si registra uno scarso interesse per Walser da parte degli editori italiani, mentre case editrici ticinesi hanno proposto alcune raccolte di poesie e di narrativa. Da circa dieci anni si rileva una discreta ripresa, con la pubblicazione da parte di Adelphi di vari volumi, affidati a sempre nuovi traduttori e traduttrici. Mentre i microgrammi sono reperibili ormai da lungo tempo in inglese e in francese, il lettore italiano non ha ancora a disposizione una selezione di tale ambito della produzione walseriana.

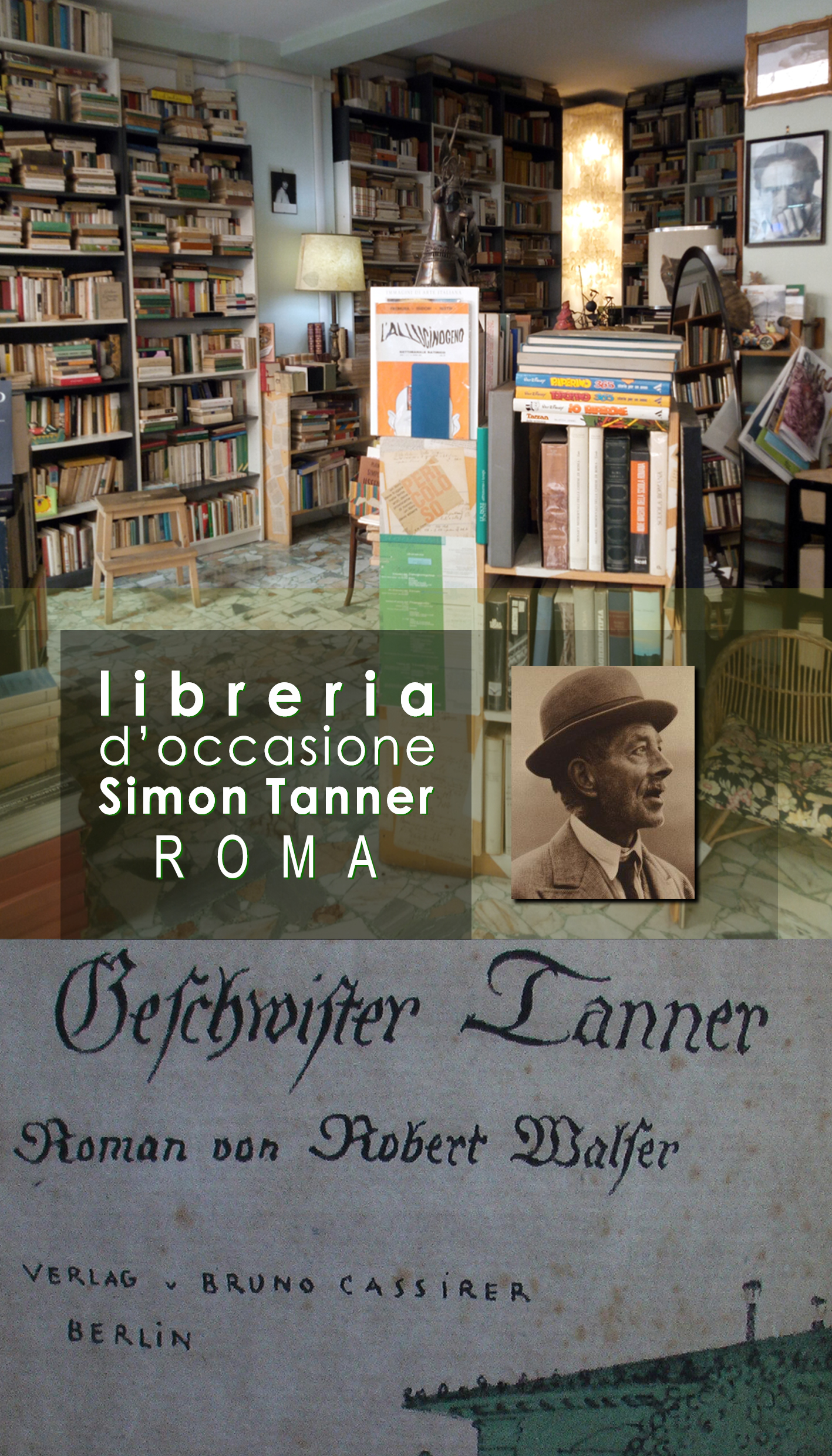
La libreria romana Simon Tanner

A Walser si ispirano un teatro torinese e una libreria romana. Nel 1996 l'attrice Marina Bassani ha fondato nel capoluogo piemontese il Teatro Selig (richiamandosi esplicitamente alla figura di Carl Seelig e togliendo una vocale al cognome affinché assuma il significato di "beato", appunto "selig" in tedesco) che ha inaugurato con un monologo tratto da La passeggiata, di cui lei stessa ha effettuato la riduzione ed è stata protagonista, spettacolo che ha riproposto anche altrove, ad esempio ad aprile 1997 nel prestigiono Teatro Juvarra di Torino. Diversi anni fa è stata aperta nella capitale la libreria "Simon Tanner" che prende il nome dal protagonista del romanzo I fratelli Tanner.
Per quanto concerne la ricezione critica, in Italia al "boom" walseriano degli anni Sessanta e Settanta non ha fatto riscontro adeguata eco a livello di pubblicazioni scientifiche; nei suddetti due decenni, solo molto sporadicamente Walser è stato al centro di contributi critici, i pochissimi usciti si sono tuttavia rivelati acuti e lungimiranti e hanno lasciato il segno negli studi walseriani, al punto da essere tradotti in tedesco.
Se Walser, fino almeno alla fine degli anni Ottanta, in rarissimi casi è in Italia oggetto di lavori quali tesi di laurea e saggi in riviste specialistiche, a partire dalla fine degli anni Novanta la situazione cambia e lo svizzero è di tanto in tanto presente in tesi di primo e secondo livello così come tesi di dottorato, nonché in saggi accademici.
All'iniziativa di Paolo Chiarini si deve il primo convegno internazionale walseriano, svoltosi a Roma nel 1985;; nella capitale Walser è al centro, nel 2007, di un ulteriore convegno internazionale. Nel 2006, nel cinquantenario della morte, la libreria romana Simon Tanner organizza una serie di giornate walseriane i cui atti vengono pubblicati in un numero monografico della rivista Homo Sapiens. Nel 1999 si svolge a Bologna un'iniziativa dal titolo Robert Walser. I mondi del manoscritto. Nell'aprile del 2015 viene tenuta a Genova una giornata di studi walseriani.
Per ampliare lo sguardo alla Svizzera italofona, nel 2015 il Museo di Mendrisio accoglie una mostra sui microgrammi che in parte riprende una mostra del Centro Robert Walser di Berna; i fogli microgrammatici esposti vengono corredati da traduzioni italiane per lo più inedite.
Robert Walser è considerato in Italia non solo maestro della prosa breve, ma anche tra i più originali poeti del Novecento elvetico, come dimostra l'antologia curata da Annarosa Zweifel Azzone Cento anni di poesia nella Svizzera tedesca, volume in cui l'autore di Biel è ampiamente rappresentato.
Tra le monografie più significative, degna di nota quella di Leonardo Tofi Il racconto è nudo! - il primo libro su Walser uscito in Italia -, che esplora appunto i meccanismi di messa a nudo della scrittura walseriana, una sorta di immensa opera aperta, e quella di Stefano Beretta Una sorta di racconto. La scrittura poetica e l'itinerario dell'esperienza in Robert Walser, che scandaglia i molteplici aspetti del complesso rapporto tra io e mondo, autore e contesto storico-letterario nell'opera dello svizzero. Saggi su Walser escono di tanto in tanto in miscellanee, riviste specialistiche di germanistica così come in altre a carattere filosofico, psicologico, estetico, grafologico.
Nel complesso, anche se non esattamente oggetto privilegiato di interesse, Walser gode in Italia di un discreto numero di lettori, appassionati ed accademici affascinati dalla sua apparentemente ingenua, giocosa, silenziosa ed enigmatica scrittura sovversiva.

### Opere di Robert Walser tradotte in italiano
(in ordine cronologico)
- Una cena elegante, trad. di Aloisio Rendi, Milano: Lerici 1961; Macerata: Quodlibet, 1995.
- L'assistente, trad. di Ervino Pocar, Torino: Einaudi, 1961.
- Jakob von Gunten, trad. di Emilio Castellani, Milano: Adelphi, 1970.
- La passeggiata, trad. di Emilio Castellani, Milano: Adelphi, 1976.
- I fratelli Tanner, trad. di Vittoria Rovelli Ruberl, Milano: Adelphi, 1977.
- I temi di Fritz Kocher, trad. di Vittoria Rovelli Ruberl, Milano: Adelphi, 1978.
- Storie, trad. di Maria Gregorio, Milano: Adelphi, 1982.
- Vita di poeta, trad. di Emilio Castellani, Milano: Adelphi, 1985.
- La rosa, trad. di Anna Bianco, Milano: Adelphi, 1992.
- Poesie, trad. di Antonio Barbi, Ripatransone: Sestante, 1993.
- Poesie, trad. di Antonio Rossi, Bellinzona: Casagrande, 2000.
- Pezzi in prosa, trad. di Gino Giometti, prefazione di Giorgio Agamben, Macerata: Quodlibet, 1994.
- Piccola prosa, trad. di Antonio Barbi e Raffaella Ferrari, Ripatransone: Maroni, 1994.
- La fine del mondo e altri racconti, trad. di Mattia Mantovani, Locarno: Dadò, 1996.
- Il mio monte. Piccola prosa di montagna, trad. di Maura Formica, Verbania: Tararà, 2000.
- Diario del 1926, trad. di Mattia Mantovani, Genova: Il melangolo, 2000.
- Ritratti di scrittori, trad. di Eugenio Bernardi, Milano: Adelphi, 2004.
- Una specie di uomini molto istruiti. Testi sulla Svizzera, trad. di Mattia Mantovani, Locarno: Dadò, 2005.
- Storie che danno da pensare, trad. di Eugenio Bernardi, Milano: Adelphi, 2007.
- Il brigante, trad. di Margherita Belardetti, Milano: Adelphi, 2008.
- Ritratti di pittori, trad. di Domenico Pinto, Milano: Adelphi, 2011.
- Sulle donne, trad. di Margherita Belardetti, Milano: Adelphi, 2016 [traduzione di Das Tagebuch: Fragment von 1926]
- Seeland, trad. di Emilio Castellani e Giusi Drago, Milano: Adelphi, 2017.
- Commedia, trad. di Cesare De Marchi, Milano: Adelphi, 2018.

### Contributi critici in italiano
(selezione)
- Silvio Aman, Robert Walser: il culto dell'eterna giovinezza, Milano - Lugano, Casagrande 2010.

- Maria Giovanna Amirante Pappalardo, "'Ein bewegliches und ewiges Geschenk': La dimensione del tempo e della possibilità nel romanzo di Robert Walser 'Geschwister Tanner'", in AION. Studi tedeschi 26, n. 2-3, 1983, pp. 367-409.

- Maurizio Basili, "Decadenza della borghesia in "Gli indifferenti" di Alberto Moravia e 'Der Gehülfe' di Robert Walser", in Fermenti, 39, n. 235, 2010, pp. 67-72.

- Maurizio Basili, La letteratura svizzera dal 1945 ai nostri giorni, Roma, Portaparole 2014 [su R. Walser pp.35-45].

- Walter Benjamin, Robert Walse (1929), in W. B., Avanguardia e rivoluzione, Torino, Einaudi 1973, pp. 89-92.

- Stefano Beretta,"La conoscenza del mondo attraverso l'esperienza estetica. Sui fondamenti della poetica di Robert Walser", in Studia theodisca, n. 8, 2001, pp. 27-48.

- Stefano Beretta, Una sorta di racconto. La scrittura poetica e l'itinerario dell'esperienza in Robert Walser, Udine, Campanotto 2008.

- Eugenio Bernardi, L'assistente, in Il romanzo tedesco del Novecento. Dai Buddenbrook alle nuove forme sperimentali, a cura di Giuliano Baioni et al., Torino, Einaudi 1973, pp. 123-138.

- Renata Buzzo Màrgari, 'Un Prosastück di Robert Walser: 'Die Göttin, in Studi di letteratura religiosa tedesca, Firenze, Olschki 1972, pp. 573-590.

- Renata Buzzo Màrgari, "Il teatro menzogna. I ›Dramolets‹ di Robert Walser", in AION. Studi tedeschi 22, 3 (1979), pp. 123-138.

- Renata Buzzo Màrgari, "Robert Walser", in Poesia tedesca del Novecento, a cura di Anna Chiarloni e Ursula Isselstein, Torino, Einaudi 1990, pp. 131-138 [traduzione e interpretazione della poesia Weiße Männer].

- Renata Buzzo Màrgari, "Robert Walser. La funzione dello scrittore", in Poesia, anno V, aprile 1992, n. 50, pp. 2-17 [traduzione di alcune poesie di Walser accompagnate da commento].

- Massimo Cacciari, Canti del dipartito, in M. C., Dallo Steinhof. Prospettive viennesi del primo Novecento, Milano, Adelphi, 1980, pp. 184-224.

- Paolo Chiarini, "Alcuni aspetti della letteratura tedesca più recente", in Il Contemporanao, n. 42, 1961, pp. 128-139 [su R. Walser pp. 133-134]

- J. M. Coetzee, Robert Walser (2000), in J. M. C., Lavori di scavo. Saggi sulla letteratura 2000-2005, trad. di Maria Baiocchi, Torino, Einaudi 2010.

- Anna Fattori, Thomas Mann e Robert Walser, in Thomas Mann: l'eco e la grazia, a cura di Chiara Sandrin, e Riccardo Morello, Alessandria, Dell'Orso 2005, pp. 133-152.

- Anna Fattori, "Ipertrofia connotativa e antitesi barocche. Osservazioni su alcune poesie microgrammatiche di Robert Walser", in Studi Germanici, XLIV, n. s., 1, 2006, pp. 121-142.

- Anna Fattori, Sogni e fantasticherie in due romanzi realistici della letteratura svizzero-tedesca: ‘Martin Salander’ di Gottfried Keller e ‘Der Gehülfe’ di Robert Walser, in La sfuggente logica dell'anima. Il sogno in letteratura. Studi in onore Uta Treder, a cura di Hermann Dorowin, Rita Svandrlik, Leonardo Tofi, Perugia, Morlacchi Editore U. P. 2014, pp. 207-222.

- Francesco Fiorentino, La letteratura della Svizzera tedesca, Roma, Carocci 2001 [su R. Walser pp. 99-100 e 136-137].

- Franco Fortini, Leggendo Robert Walser, in F. F., Scritti scelti , poi in F. F., Saggi ed epigrammi, Milano, Mondadori 2003, pp. 1684-1685.

- Homo Sapiens. Rivista di filosofia, arte e letteratura, numero monografico dedicato a Robert Walser, nuova serie, anno 1, n. 1., giugno 2009, Roma, Teseo Editore.

- Claudio Magris, Davanti alla porta della vita, in R. W., L'assistente, tr. it. di Ervino Pocar, Torino, Einaudi 1978, pp. 249-259.

- Claudio Magris, Nelle regioni inferiori: Robert Walser , in C. M., L'anello di Clarisse. Grande stile e nichilismo nella letteratura moderna, Torino, Einaudi 1984, pp. 165-177.

- Marka: Robert Walser. Testi inediti e studi, n. 26, 1999.

- Paolo Miorandi, Verso il bianco. Diario di viaggio sulle orme di Robert Walser, Roma, Exòrma Edizioni 2019.

- Ladislao Mittner, Storia della letteratura tedesca III**. Dal realismo alla sperimentazione (1820-1970). Dal fine secolo alla sperimentazione (1890-1970), Torino, Einaudi 1971 [su R. Walser tomo primo, pp. 1106-1109]

- Stefania Montecchio, "Creaturalità e bellezza in Robert Walser", in Rivista di estetica, XXXIII (1993), n. 44-45, pp. 167-179.

- Gian Maria Raimondi, Il nostos dello 'homo viator'. Fenomenologia di Robert Walser, in I confini naturali della creatività, a cura di Sandro Rodighiero, ETS, Pisa 2006-2007.

- Francesco Roat, La pienezza del vuoto. Tracce mistiche nei testi di Robert Walser, Pergine Valsugana (TN), Vox Populi 2012.

- Robert Walser. I microgrammi, Catalogo della Mostra presso Casa Croci Mendrisio 12 dicembre 2015 - 12 marzo 2016, a cura di Antonio Rossi, con la collaborazione di Anna Fattori e Simone Soldini, traduzioni di Anna Fattori e Antonio Rossi, Mendrisio, Casa Croci 2015.

- Catherine Sauvat, Robert Walser. Una biografia, Lugano, ADV Publishing House 2009.

- Teodoro Scamardi, "Immagini di città, percorsi esistenziali, scrittura nei Prosastücke di Robert Walser", in AION, Sezione Germanica, N.S, 6, 1-2, (1996), pp. 235-254.

- W. G. Sebald, Il passeggiatore solitario. In ricordo di Robert Walser, trad. di Ada Vigliani, Milano, Adelphi 2006.

- Carl Seelig, Passeggiate con Robert Walser (1977), trad. di Emilio Castellani, Milano, Adelphi 1981.

- Leonardo Tofi, Il racconto è nudo! Studi su Robert Walser, Napoli-Perugia, E.S.I. 1995

- Leonardo Tofi, Ironie sul muto: Robert Walser e la Dubarry di Lubitsch, in La forma breve nella cultura del Novecento, a cura di Monique Streiff-Moretti, Renzo Pavese, Olga Simcic, Napoli, E.S.I. 1999, pp. 79-88.

- Antonino Trizzino, "Robert Walser. L'invenzione del silenzio", in Atque. Materiali tra filosofia e psicoterapia, 20 n.s., 2017, pp. 209-228.

- Paola Urbani, "Essere 'un magnifico zero': calligrafia e micrografia in Robert Walser", in Il Giardino di Adone, n.12, aprile 2008, pp.49-55.

- Zibaldoni e altre meraviglie, "Con Robert Walser", (http://www.zibaldoni.it/) [a partire dal 2005, la rivista ha pubblicato a più riprese articoli su Walser].

- Antonino Trizzino, Il punto cieco. Benn, Walser, Melville, Dick, Lubitz. Letteratura e altri abissi, Roma, Jimenez 2020.
- Antonello Lombardi, Robert Walser nelle pagine di Elias Canetti, in "Nuova informazione bibliografica, Il sapere nei libri" 4/2022, Il Mulino, pp. 685-691.

### Principali edizioni in tedesco delle opere complete di Robert Walser
- Walser, Robert, Dichtungen in Prosa, a cura di Carl Seelig, Genf - Darmstadt, Holle Verlag - Kossodo Verlag 1953-1961.
- Walser, Robert, Das Gesamtwerk, 12 voll. + 1, a cura di Jochen Greven, Genf - Hamburg, Helmut Kossodo, 1966-1975.
- Walser, Robert, Das Gesamtwerk in 12 Bänden, a cura di Jochen Greven, Frankfurt a. M., Suhrkamp 1978.
- Walser, Robert, Sämtliche Werke in Einzelausgaben, 20 voll., a cura di Jochen Greven, Zürich - Frankfurt a. M., Suhrkamp 1985-1986.
- Robert Walser, Aus dem Bleistiftgebiet, 6 voll., decifrazione e cura di Bernhard Echte e Werner Morlang, Frankfurt a. M., Suhrkamp 1985-2000.
- Kritische Robert Walser-Ausgabe. Kritische Ausgabe sämtlicher Drucke und Manuskripte. a cura di Wolfram Groddeck e Barbara von Reibnitz su incarico della Fondazione Kritische Robert Walser-Ausgabe, Frankfurt a. M. - Basel, Stroemfeld - Schwabe 2008 seg.
- Walser, Robert, Werke. Berner Ausgabe, a cura di Lucas Marco Gisi, Reto Sorg, Peter Stocker e Peter Utz su incarico della Robert Walser-Stiftung Bern, Berlin, Suhrkamp 2018 seg.
- Walser, Robert: Briefe 1897-1920, 3 voll., a cura di Peter Stocker e Bernhard Echte, in collaborazione con Peter Utz e Thomas Binder, Berlin, Suhrkamp 2018.

### Contributi critici in lingue diverse dall'italiano
(selezione)
- George C. Avery, Inquiry and Testament. A Study of the Novels and Short Prose of Robert Walser, Philadelphia, University of Pennsylvania Press 1968.
- Christian Benne e Thomas Gürber (a cura di), »andersteils sich in fremden Gegenden umschauend« - Schweizerische und dänische Annäherungen an Robert Walser, Kopenhagen - München, Fink 2007.
- Dieter Borchmeyer (a cura di), Robert Walser und die moderne Poetik, Frankfurt a.M., Suhrkamp 1998.
- Agnes Cardinal, The Figure of Paradox in the Work of Robert Walser, Stuttgart, Heinz 1982.
- Paolo Chiarini e Hans-Dieter Zimmermannn (a cura di), »Immer dicht vor dem Sturze«. Zum Werk Robert Walsers, Frankfurt a.M., Athenäum 1987.
- Bernhard Echte e Andreas Meier (a cura di), Die Brüder Karl und Robert Walser. Maler und Dichter, Stäfa, Rotenhäusler Verlag 1990.
- Bernhard Echte, Robert Walser. Sein Leben in Bildern und Texten, Leipzig, Suhrkamp 2008.
- Tamara S. Evans, Robert Walsers Moderne, Bern - Stuttgart, Francke 1989.
- Tamara S. Evans (a cura di), Robert Walser and the Visual Arts, New York, Graduate School and University Center - City University of New York 1996.
- Anna Fattori e Margit Gigerl (a cura di), Bildersprache. Klangfiguren. Spielformen der Intermedialität bei Robert Walser, München, Fink 2008.
- Anna Fattori e Kerstin Gräfin von Schwerin (a cura di), »Ich beendige dieses Gedicht lieber in Prosa«. Robert Walser als Grenzgänger der Gattungen, Heidelberg, Winter 2011.
- Anna Fattori, 'Seit ich Dickens las, zittere, bebe, schlottere und schwanke ich', Robert Walser und die englischsprachige Literatur, in Transkulturalität der Deutschschweizer Literatur. Entgrenzung durch Kulturtransfer und Migration, a cura di Vesna Kondrič Horvat, Stuttgart, J. B. Metzler 2017, pp. 59-71.
- Annette Fuchs, Dramaturgie des Narrentums. Das Komische in der Prosa Robert Walsers, München, Fink 1993.
- Lucas Marco Gisi (a cura di), Robert Walser. Handbuch, Stuttgart, Metzler 2015,
- Jochen Greven, Existenz, Welt und reines Sein im Werk Robert Walsers. Versuch zur Bestimmung von Grundstrukturen, Reprint der Originalausg. von 1960. Mit e. Nachw. u. dem Publikationsverzeichnis des Verfassers hg. u. m. einer Einl. versehen v. Reto Sorg, München, Fink 2009.
- Jochen Greven, Robert Walser - Ein Außenseiter wird zum Klassiker. Abenteuer einer Wiederentdeckung, Konstanz, Libelle 2003.
- Wolfram Groddeck, Reto Sorg, Peter Utz e Karl Wagner (a cura di), Robert Walsers 'Ferne Nähe'. Neue Beiträge zur Forschung, München, Fink 2007.
- Valerie Heffernan, Provocation from the Periphery. Robert Walser Re-examined, Würzburg, Königshausen & Neumann 2007.
- Urs Herzog, Robert Walsers Poetik. Literatur und soziale Entfremdung, Tübingen, Niemeyer 1974.
- Klaus-Michael Hinz e Thomas Horst (a cura di), Robert Walser, Frankfurt, Suhrkamp 1989.
- Jens Hobus, Poetik der Umschreibung. Figurationen der Liebe im Werk Robert Walsers, Würzburg, Königshausen & Neumann 2011.
- Andreas Hübner, »Ei', welcher Unsinn liegt im Sinn?« Robert Walsers Umgang mit Märchen und Trivialliteratur, Tübingen, Stauffenburg 1995.
- Martin Jürgens, Robert Walser. Die Krise der Darstellbarkeit. Untersuchungen zur Prosa, Kronberg/Taunus, Scriptor 1972.
- Katharina Kerr (a cura di), Über Robert Walser, 3 voll., Frankfurt a.M., Suhrkamp 1978.
- Vesna Kondrič Horvat (a cura di), Franz Kafka und Robert Walser im Dialog, Berlin, Weidler Buchverlag, 2010.
- Peter von Matt, "Die Schwäche des Vaters und das Vergnügen des Sohnes. Über die Voraussetzungen der Fröhlichkeit bei Robert Walser", in Neue Rundschau, 90, 2 (1979), pp. 197-213.
- Werner Morlang, "Im Tarnzauber der Mikrographie", in Du, 730, 2002 (Oktober), pp. 58-63.
- Werner Morlang, Robert Walser in Bern, Bern, Zytglogge Verlag 2009.
- Dominik Müller, "Robert Walser: »Ein Maler« - Carl Hauptmann: »Einhart der Lächler«, in D. M., Malen erzählen. Von Wilhelm Heinses »Ardinghello« bis Carl Hauptmanns »Einhart der Lächler«, Göttingen, Wallstein Verlag 2009, pp. 330-368.
- Dominik Müller, Ambivalenzen im Rollentext. Fritz Kocher's Aufsätze mitgeteilt von Robert Walser (1904), in Robert Walsers Ambivalenzen, a cura di Kurt Lüscher, et al., Paderborn, Fink 2019, pp. 49-63.
- Antje Neher, Herr und Diener in der Gestalt des Narren. Robert Walsers Spätlyrik, Frankfurt a. M. - Berlin, Lang 2011.
- C.A.M. Noble (a cura di), Gedankenspaziergänge mit Robert Walser, Bern - Berlin, Lang 2002.
- Annie Pfeifer e Reto Sorg (a cura di), 'Spazieren muss ich unbedingt'. Robert Walser und die Kultur des Gehens, Paderborn, Fink 1919.
- Robert Walser. Text und Kritik. Zeitschrift für Literatur, a cura di Heinz Ludwig Arnold, vierte Auflage, Neufassung, 12/12 a, München, Edition Text und Kritik 2004.
- Martin Roussel, Matrikel. Zur Haltung des Schreibens in Robert Walsers Mikrographie, Frankfurt a.M.- Basel. Stroemfeld 2009.
- Kirsten Scheffler, Mikropoetik. Robert Walsers Bieler Prosa. Spuren in ein »Bleistiftgebiet« avant la lettre, Bielefeld, transcripte Verlag 2010.
- Carl Seelig, Wanderungen mit Robert Walser, Frankfurt a. Main, Suhrkamp 1976.
- Reto Sorg, "Das neue Robert Walser-Zentrum in Bern", in Mitteilungen der Robert Walser-Gesellschaft, 16, 2019, pp. 2-4.
- Reto Sorg, 'Wir leben in plakätischen Zeiten'. Robert Walser und der Literaturbetrieb seiner Zeit, in Literaturbetrieb. Zur Poetik einer Produktionsgemeinschaft, a cura di Philipp Theisson e Christine Weder, München, Fink 2013, pp 167-185.
- Hendrik Stiemer, Über scheinbar naive und dilettantische Dichtung. Text- und Kontextstudien zu Robert Walser, Würzburg, Königshausen & Neumann 2014.
- Peter Utz (a cura di), Wärmende Fremde. Robert Walser und seine Übersetzer im Gespräch. Akten des Kolloquiums an der Universität Lausanne, Februar 1994, Bern et al., Lang 1994.
- Peter Utz, Tanz auf den Rändern. Robert Walsers 'Jetztzeitstil', Frankfurt a. Main, Suhrkamp 1998.
- Peter Utz, Im Nomadenzelt des Feuilletons. Robert Walsers Schreiben zwsichen Literatur und Zeitung, zwischen Bern und Berlin, in Literatur und Zeitung, a cura di Stefanie Lauenberger et. al., Zürich, Chronos 1916, pp. 105-109.
- Kerstin Gräfin von Schwerin, Minima Aesthetica. Die Kunst des Verschwindens. Robert Walsers mikrographische Entwürfe 'Aus dem Bleistiftgebiet', Frankfurt am Main - Berlin et al., Peter Lang 2001.
- Karl Wagner, Geld und Knecht. Robert Walsers Roman ›Der Gehülfe‹, Wien, Braumüller 1980.
- Karl Wagner, "Das Sozialmodell des 'Gehülfen'", in Sprachkunst, 12, 1981, pp. 150-170.
- Walser, Paul, "Robert Walser erobert Italien", in Tages-Anzeiger, 9.12.1977.
- Kay Wolfinger, Ein abgebrochenes Journal. Interpretationen zu Robert Walsers Tagebuchfragment, Frankfurt a. M., Lang 2011.